# Mitología moche

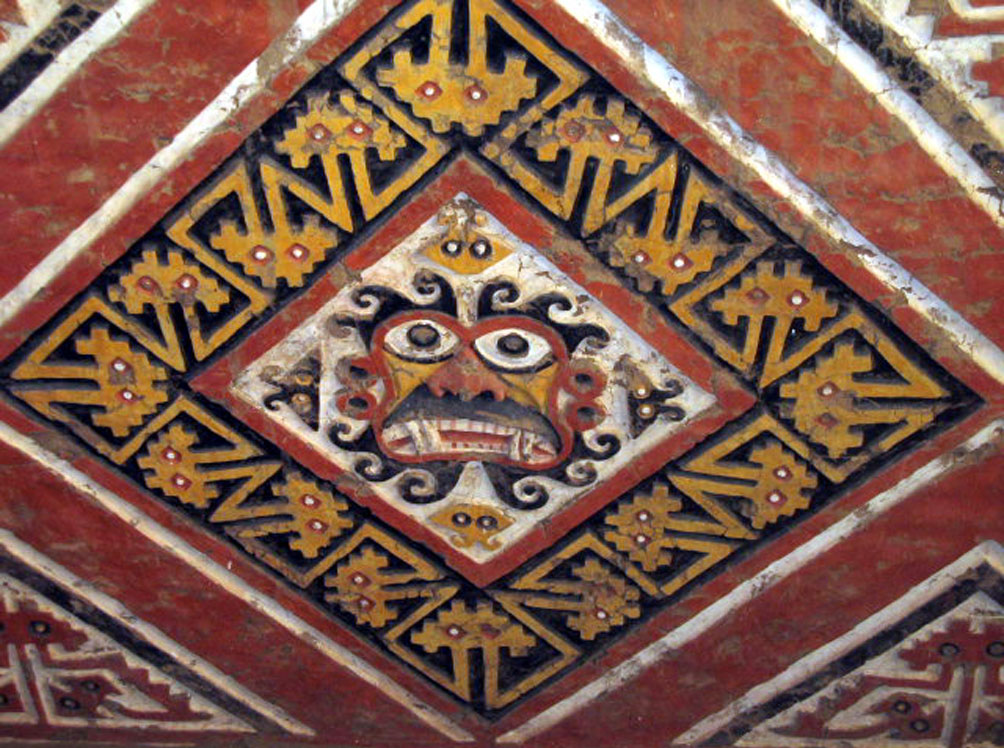
Deidad suprema moche, representado en un muro de la huaca de la luna.

La mitología mochica es la mitología desarrollada como parte de las creencias de la cultura Moche (c. 150-700 d. C.), en el Antiguo Perú.
Puesto que se trata de una civilización lejana en el tiempo y sin escritura descifrada, las reconstrucciones de la mitología y la religión moches se hacen interpretando los restos materiales de esta sociedad, especialmente su iconografía.

## Mitos
Mientras que muchos de los pueblos andinos vitales en el momento de la conquista, tuvieron  recogida mucha de su tradición oral por parte de cronistas y otras informaciones escritas, las creencias de las culturas sudamericanas remotas en el tiempo solamente pueden reconstruirse mediante el análisis iconográfico. Existen diferentes enfoques utilizados en tal análisis iconográfico, de acuerdo al tipo de interpretaciones que el investigador postula y al tertius comparationis que se utilice.
El análisis iconográfico permite identificar personajes recurrentes así como temas o escenas recurrentes en la iconografía, que son interpretados como mitos. Entre los mitos o "relatos" rescatados a partir de la iconografía se encuentran los siguientes. Todos los nombres son descriptivos e impuestos modernamente por los arqueólogos.
- «La rebelión de los objetos»[2]
- «La ceremonia del sacrificio»[2]
- «La escena del entierro»[2]
- «La presentación de la copa»

## Escatología
Para los mochicas, amantes de la vida, la muerte no constituía el final. Los hombres seguían viviendo en otra esfera del mundo con sus mismas obligaciones o privilegios, razón que llevó a sepultarlos con provisiones y bienes. Los entierros reflejaban así la función y lugar de cada ser  dentro de su sociedad.

## Divinidades identificadas
Se han ofrecido distintas hipótesis sobre cuáles serían los personajes mitológicos y las entidades del mundo natural que habrían sido objeto de culto. En algunos casos, los arqueólogos contemporáneos utilizan palabras del extinto idioma mochica para denominar estas posibles divinidades de los antiguos moches, a pesar de que la correlación entre la antigua cultura moche y el idioma mochica es polémica y dudosa.
La divinidad principal habría sido un personaje antropomorfo de rostro arrugado, denominado modernamente Aiapæc por Rafael Larco Hoyle. En el análisis de este último investigador, esta habría sido una deidad creadora y la que habría regido los destinos del mundo. Sin embargo, existen objeciones a la identificación iconográfica de una sola gran divinidad. Otros personajes iconográficos recurrentes incluyen "la Sacerdotisa", y diversas figuras guerreras, algunas con formas animales. Por otra parte, se ha propuesto que habrían rendido culto y considerado divinidades a la luna, el mar, el sol, entre otros.[cita requerida]